# 1310年代
1310年代（せんさんびゃくじゅうねんだい）は、西暦（ユリウス暦）1310年から1319年までの10年間を指す十年紀。

## できごと

### 1312年
- ウズベク・ハン，ジョチ・ウルスのハンに即位（ジョチ・ウルスの全盛時代）

### 1314年
- 『集史』上梓される（イルハン国の宰相ラシードゥッディーンによる）。

### 1315年
- モルガルテンの戦いでスイス軍がハプスブルク軍に勝利。

### 1318年
- 後醍醐天皇即位